# Slow (dans)
Een slow (ook wel slow dance, trage of in het Vlaams plakker genoemd) is een parendans waarbij een koppel langzaam danst op de maat van de muziek. Dit wordt meestal gedaan op nummers met een zeer traag tempo en een emotioneel, vaak romantisch thema. Tijdens de dans bevinden de danspartners zich doorgaans dicht bij elkaar en is er sprake van lichaamscontact.
Voor veel mensen heeft een slow tegenwoordig een emotionele gevoelswaarde omdat het hen doet terugdenken aan hun jeugd. Slows werden vroeger gedanst in danstenten op kermissen en op zogenaamde thés dansants. De Belgische rock-'n-rollgroep The Pick-Nicks kon bijvoorbeeld breed doorbreken door het succes van hun ene slow, I Am Alone uit 1964. In de jaren zestig, zeventig en tachtig was de slow voor tieners de ideale (en vaak zelfs de enige) manier om met het andere geslacht in contact te komen. In de populaire cultuur worden slows dan ook vaak geassocieerd met kalverliefde en bakvisgedrag. Later werden dit soort parendansen dan ook jaren verguisd en als melig en sentimenteel ervaren. In hedendaagse, door elektronische muziek gedomineerde dancings en fuifzalen komt het gebruik van de slow dan ook doorgaans niet meer voor.
Daarnaast worden slows ook gebruikt als openingsdans op huwelijksfeesten.

## Trivia
In de zwart-witvideoclip van het nummer Do you love me? van Sharif Dean uit 1972, is een stelletje te zien dat een Slow danst, terwijl de man de corsage van zijn danspartner van haar jasje eet.